# Letalska baza Batajnica
Letalska baza Milenko Pavlović (srbsko Аеродром Миленко Павловић, latinizirano: Aerodrom Milenko Pavlović) je vojaška letalska baza v Srbiji, ki leži blizu Batajnice.